# Понікев-Дужа
Понікев-Дужа (пол. Ponikiew Duża) — село в Польщі, у гміні Ґоворово Остроленцького повіту Мазовецького воєводства.
Населення — 290 осіб (2011).
У 1975-1998 роках село належало до Остроленцького воєводства.

## Демографія
Демографічна структура станом на 31 березня 2011 року:
|          | Загалом | Допрацездатний вік | Працездатний вік | Постпрацездатний вік |
| -------- | ------- | ------------------ | ---------------- | -------------------- |
| Чоловіки | 146     | 28                 | 99               | 19                   |
| Жінки    | 144     | 34                 | 73               | 37                   |
| Разом    | 290     | 62                 | 172              | 56                   |